# دانا تروی
دانا تروی (به انگلیسی: Donna Troy) با نام کامل دانا هینکلی استیسی تروی، یک شخصیت خیالی ابرقهرمان در کتاب‌های کامیک آمریکایی منتشر شده توسط دی‌سی کامیکس است. این شخصیت توسط باب هینی و برونو پرمیانی خلق شده‌است که برای اولین بار در شمارهٔ ۶۰ از مجموعه کمیک شجاع و جسور (ژوئیه ۱۹۶۵) حضور پیدا کرد. او به عنوان اولین واندر گرل، دارک‌استار و ترویا شناخته می‌شود.
دانا اغلب در داستان‌هایی حضور دارد که شامل تایتان‌های نوجوان می‌شود و ابتدا در طی دومین ماجراجویی آن‌ها به این تیم پیوست و از آن زمان به عنوان یکی از مؤسسین این گروه به تصویر کشیده می‌شود. دانا به عنوان یکی از آمازون‌ها از جزیره تمیسکیرا، خانهٔ واندر وومن، مسیر زندگی خودش را در نقش واندر گرل آغاز کرد و نقشی اساسی در شکل‌گیری تیم تایتان‌های نوجوان ایفا کرد. او ابتدا در نقش همزاد شخصیت واندر وومن ظاهر شد، اما به دنبال خط داستانی بازراه‌اندازی شده نیو ۵۲ دی‌سی کامیکس، او به شکل یک سلاح آمازونی کامل زاده شده از خاک رس و با هدف نبرد با واندر وومن بر سر تاج‌وتخت تمیسکیرا تصویر می‌شود.
دانا تروی تا کنون در فیلم‌ها یا برنامه‌های تلویزیونی کارتونی متعددی حضور داشته است. همچنین کانر لزلی هنرپیشه آمریکایی در مجموعه تلویزیونی تایتان‌ها (۲۰۱۸) وظیفه بازی در این نقش را بر عهده داشت.

## توانایی‌ها و قدرت‌ها
دانا مانند نسخه‌های در حال تغییر خود، دارای قدرت‌های متغیری نیز است و از توانایی‌هایی مشابه با واندر وومن، اما در مقیاس پایین‌تر برخوردار بوده. این توانایی‌ها شامل قدرت، استقامت، سرعت، واکنش، چابکی، پایداری افزایش یافته (اگرچه همانند دایانا به واسطه سلاح‌های برنده زخمی می‌شود)، پرواز، حواس ابرانسانی و زوددرمانی هستند. با این حال او توانایی‌هایی از خود نشان داده است که دایانا فاقد آن‌هاست مانند تولید انرژی فوتونیک و افشای حقیقت. دانا همچنین به دلیل تمرینات سخت آمازون‌ها رزمی‌کاران حرفه‌ای به‌شمار می‌رود. نسخهٔ دوران نقره‌ای این شخصیت از برخی توانایی‌های خاص شامل تقلید صدا برخوردار است و می‌توانست صدای هر فردی که می‌شنود را تقلید کند. او همچنین با دایانا رابطه‌ای فرا روانی دارد و این دو برخی مواقع قادرند حافظه و رویاهایشان را با یکدیگر به اشتراک بگذارند.